# Athetis cognata
Athetis cognata là một loài bướm đêm trong họ Noctuidae.